# Okręty podwodne typu K VIII
Okręty podwodne typu K VIII – seria holenderskich okrętów podwodnych z okresu międzywojennego, składająca się z trzech jednostek. Okręty były zbudowane do służby kolonialnej w Holenderskich Indiach Wschodnich.

## Historia i opis
Okręty należały do amerykańskiego typu Holland i zostały wykonane według dokumentacji amerykańskiej firmy ELCO. Zbudowano je w ramach programu z 1916 roku, stępki ich położono w latach 1917–1919 w stoczni De Schelde we Vlissingen, lecz wodowano je i ukończono dopiero po kilku latach, między 1922 a 1923 rokiem.
Okręty były konstrukcji dwukadłubowej. Normalna głębokość zanurzenia wynosiła 50 m. Wyporność na powierzchni wynosiła: standardowa 520 t, pełna 583 t, a w zanurzeniu 810 t (według innych publikacji, wyporność na powierzchni wynosiła 521 t, a w zanurzeniu 712 t). Pierwszy okręt K VIII miał dwa 8-cylindrowe silniki wysokoprężne MAN o mocy po 900 KM, a pozostałe miały 6-cylindrowe silniki Sulzer o mocy po 775 KM. W zanurzeniu napędzały je dwa silniki elektryczne o mocy po 200 KM.
Początkowo przewidywano uzbrojenie artyleryjskie z armaty kalibru 75 mm, lecz ostatecznie otrzymały armatę kalibru 88 mm Bofors No. 2 L/45. Oprócz tego uzbrojenie stanowiły dwa karabiny maszynowe: kalibru 12,7 mm i kalibru karabinowego. Zrezygnowano też z projektowanej obrotowej wyrzutni torped, pozostawiając dwie dziobowe i dwie rufowe wyrzutnie torped kalibru 450 mm z 10 torpedami.
| Nazwa  | Położenie stępki | Wodowanie    | Wejście do służby |
| ------ | ---------------- | ------------ | ----------------- |
| K VIII | 31. 10. 1917     | 28. 03. 1922 | 15. 09. 1922      |
| K IX   | 1. 03. 1919      | 23. 12. 1922 | 21. 06. 1923      |
| K X    | 1. 11. 1919      | 2. 05. 1923  | 24. 09. 1923      |

## Służba
Okręty służyły w Holenderskich Indiach Wschodnich. K VIII został uszkodzony na skutek wybuchu baterii akumulatorów w Singapurze 21 grudnia 1941 roku, po czym 15 lipca 1942 roku został skreślony z listy floty. 27 sierpnia tego roku został oddany na złom w Australii.
K IX po klęsce sił ABDA w Indiach Holenderskich został przebazowany do Australii. 22 czerwca 1943 roku został przekazany Marynarce Wojennej Australii i zwrócony 31 maja 1944 roku. Służył tam jako okręt treningowy HMAS K9. Był używany następnie jako pływający zbiornik paliwa. Został utracony 9 czerwca 1945 roku po wejściu na mieliznę.
K X został uszkodzony przez japońskie patrolowce bombami głębinowymi na północ pd Jawy 1 marca 1942 roku, po czym następnego dnia samozatopiony w Surabai.